# Maho
Maho is een dorp in het district Saramacca in Suriname. Het ligt aan de Saramaccarivier in het ressort Kampong Baroe.
In het dorp wonen marrons en inheemsen naast elkaar. De inheemse bewoners zijn Karaïbisch en deelden tot 2016 het dorpsbestuur met het Karaïbische dorp Columbia en het Arowakse dorp Grankreek. Hierna kreeg elk dorp een eigen inheems bestuur.
In de jaren 2010 kwam het dorp herhaaldelijk in het nieuws vanwege gronduitgiftes aan derden, terwijl het tot het woon- en leefgebied van de bewoners wordt gerekend.